# Key Biscayne
Key Biscayne este o insulă situată în comitatul Miami-Dade, statul Florida, SUA, amplasată în golful Biscayne care se deschide în Atlantic. Pe insulă se află satul cu nume omonim, Key Biscayne, fondat în 1947.
Key Biscayne este insula cea mai sudică a insulelor-barieră de-a lungul coastei atlantice din Florida, aflându-se la sud de orașul Miami Beach și sud-est de Miami. Insula are lungimea de 8 km și lățimea de 2,4 km.